# 어썰트 걸즈
어썰트 걸즈(アサルトガールズ, Assault Girls)는 일본에서 제작된 오시이 마모루 감독의 2009년 액션, SF 영화이다. 쿠로키 메이사 등이 주연으로 출연하였다.

## 출연

### 주연
- 쿠로키 메이사
- 키쿠치 린코
- 사에키 히나코
- 후지키 요시카츠